# Cimljanskij rajon
Il Cimljanskij rajon, in russo Цимлянский район?, è un rajon dell'Oblast' di Rostov, nella Russia europea. Istituito nel 1924, il capoluogo è Cimljansk.